# Xian de Togtoh
Le xian de Togtoh (托克托县 ; pinyin : Tuōkètuō Xiàn) est un district administratif de la région autonome de Mongolie-Intérieure en Chine. Il est placé sous la juridiction de la ville-préfecture de Hohhot.

## Démographie
La population du district était de 189 795 habitants en 1999.